# Ловля Дмитро Сергійович
Ловля Дмитро Сергійович (листопад 1895, с. Рамешки, Тверський повіт Тверської губернії, Росія – квітень 1955, Чернівці, Україна) – мікробіолог, кандидат медичних наук, доцент, директор Харківського медичного інституту (1929-1937), директор Чернівецького медичного інституту (1945-1951).

## Біографія
Народився у листопаді 1895 р. у с. Рамешки Тверського повіту Тверської губернії у селянській родині, що займалась торгівлею.
1914 р. –поступив на медичний факультет Московського університету, після закінчення Тверської чоловічої гімназії.
1916 р. - почав працювати медичним працівником в евакошпиталі Москва-Лефортово, поєднуючи з навчанням в університеті.
Залишає навчання в університеті.
1918 р. - працює у Тверському губнаросвіті та міськнаросвіті інструктором з позашкільного виховання.
1919 р. - інструктор у повітовому комітеті наросвіти м. Змійова Харківської області.
1919 р. - пішов добровольцем у Червону Армію та вступив до партії більшовиків.
Протягом трьох років в армії, він служить фельдшером батальйону і старшим лікарем полку, потім стає комісаром санчастини 41-ї стрілецької дивізії, військкомом санчастині цієї дивізії.
1920 р. - відновив навчання, тепер уже в Київському медінституті; працював політінспектором в Окружному санітарному управлінні.
Наприкінці 1921 р. – демобілізувався. Працює в органах охорони здоров’я і продовжує навчання.
1922-1923 рр. - очолює, послідовно, повітовий, потім окружний відділ охорони здоров’я на Київщині; та губздороввідділ на Волині.
У 1924 р. – декан робітфаку Київського інституту народної освіти (студент 5 курсу).
У 1925 р. закінчив медінститут за спеціалізацією «Терапія».
1926 р. — головний лікар 2-ї Київської робітничої лікарні.
1928 р. — головний лікар 1-ї залізничної лікарні Одеси.
1929 р. — став директором Харківського медичного інституту (ХМІ) [4].
Проживав у Харкові з дружиною, Пелагеєю Свиридівною, синами Ігорем, Андрієм та дочкою Іриною [3].
Завдяки відповідальному виконанню Д.С. Ловлею своїх обов’язків, і енергійному керівництву, положення інституту значно змінилося на краще, в цілому зміцнилась навчально-матеріальна база кафедр інституту, проводилась велика методична робота, розроблялися нові методи викладання.
У 1930–1931 р. медінститут розподіляється на 3 факультети: лікувально-профілактичний, охорони материнства й дитинства (охматдит) та санітарно-гігієнічний. Одонтологічний факультет виділено в самостійний інститут. У 1931–1932 р. створюється 4-й факультет — психоневрологічний. У 1932–1933 р. — санітарно-гігієнічний і психоневрологічний виділяються в самостійні інститути.
1937 р. — арешт Дмитра Сергійовича НКВС. Засудили на 12 років з відбуванням покарання на Колимі, звинуватили в тому, що вів в інституті ворожу діяльність [4].
22 березня 1940 р. постановою міськвідділу НКВС м. Харкова, за відсутністю складу злочину (стаття 4 п. «д» КПК УРСР), справу припинено зі звільненням з-під варти, поверненням документів і конфіскованого майна [3]. Велика кількість листів від професорів і викладачів 1-го ХМІ, які характеризували свого директора з найкращої сторони, відіграла значну роль в його реабілітації.
У 1940 р. Д.С. Ловля асистент кафедри мікробіології у 1-му ХМІ.
Під час Німецько-радянської війни разом з інститутом був в евакуації у Чкалові (нині Оренбург), де очолив санітарно-епідемічний відділ.
Після евакуації поєднував роботу в інституті і посаду обласного держінспектора.
1945 р. — став директором Чернівецького медичного інституту (нині Буковинський державний медичний університет).
У 1949 р. Д.С. Ловля захистив кандидатську дисертацію: «Медико-санитарные организации в борьбе за ликвидацию сыпного тифа в Чкаловской, Харьковской и Черновицкой областях в годы Великой Отечественной войны 1941–1945 гг. и послевоенные годы».
1950 р. — отримав звання доцента. Будучи директором інституту, залишався доцентом на кафедрі інфекційних хвороб. Перелік його наукових робіт зовсім невеликий, тому що величезна організаційна робота директора не залишала йому вільного часу для науки [4].
1951 р. після чергової суворої догани за порушення політики про підбір і розставлення кадрів в обкомі партії, Дмитра Сергійовича зняли з посади, але залишили доцентом на кафедрі інфекційних хвороб.
Помер Дмитро Сергійович Ловля у квітні 1955 р. Похований в Чернівцях.

## Науковий доробок
«Медико-санитарные организации в борьбе за ликвидацию сыпного тифа в Чкаловской, Харьковской и Черновицкой областях в годы Великой Отечественной войны 1941-1945 гг. и послевоенные годы» – дисертація на здобуття наукового ступеня кандидата медичних наук, 1949 р.

## Наукові статті
1. Ловля Д. С. Прошлое и настоящее / Д. С. Ловля // 125 лет Харьковского медицинского института (1810-1935). – Харьков, 1935. – С. 9-11.
2. Ловля Д. С. 125 лет Харьковского медицинского института / Д. С. Ловля // Врачебное дело. – 1935. – № 12. – С. 963 – 968.
3. Ловля Д. С. Харьковскому медицинскому институту – 125 лет / Д. С. Ловля // Фронт науки и техники. – 1935. – № 11-12. – С. 54-58.
4. Ловля Д. С. Медико-санитарные организации в борьбе за ликвидацию сыпного тифа в Чкаловской, Харьковской и Черновицкой областях в годы Великой Отечественной войны и послевоенные годы // Д. С. Ловля – Черновцы, 1949 [2].
5. Ловля, Д. С. Ноябрьский пленум ЦК ВКП(б) и пути высшей медицинской / Д. С. Ловля. - Харьков : Научная мысль, 1929. - 9 с.== Примітки 